# Dennis de Nooijer
Dennis de Nooijer (ur. 4 kwietnia 1969 w Oost-Souburgu) – holenderski piłkarz występujący na pozycji napastnika, trener piłkarski.

## Życiorys
Do 1986 roku był juniorem VV RCS, po czym przeszedł do Sparty Rotterdam. W sezonie 1987/1988 zadebiutował w barwach tego klubu w Eredivisie, co miało miejsce 1 kwietnia w przegranym 0:1 meczu z AZ Alkmaar. W 1996 roku dotarł wraz z klubem do finału Pucharu Holandii, w którym Sparta uległa PSV Eindhoven 2:5, a de Nooijer zdobył w tamtym spotkaniu gola. W Sparcie Rotterdam Holender występował do 1998 roku, kiedy to za pięć milionów guldenów wraz z bratem Gérardem został zakupiony przez sc Heerenveen. W sezonie 1998/1999 wystąpił w czterech spotkaniach w ramach Pucharu Zdobywców Pucharów (dwumecze z Amiką Wronki i Varteksem Varaždin), zaś w sezonie 1999/2000 wraz z klubem zdobył wicemistrzostwo kraju. Jednakże w październiku 1999 roku de Nooijer doznał poważnej kontuzji kolana, w wyniku której pauzował przez prawie rok. Po wyleczeniu urazu Heerenveen wypożyczył zawodnika do Sparty Rotterdam i NEC Nijmegen, ponadto po wygaśnięciu kontraktu w 2002 roku piłkarz związał się z NEC. W 2004 roku powrócił na krótko do Sparty Rotterdam. Karierę zakończył w 2005 roku jako piłkarz FC Dordrecht.
Po zakończeniu kariery piłkarskiej pracował jako trener amatorskich klubów z Holandii. Trenował także juniorów FC Twente, FC Dordrecht i chińskiego Dalian Istar H&C, był trenerem napastników w FC Dordrecht i KSC Lokeren, a także pracował jako asystent trenera w reprezentacji Holandii U-16, SC Telstar i KSV Roeselare.

## Rodzina
Dennis de Nooijer jest bratem bliźniakiem Gérarda, a także ojcem Jeremy′ego i Mitchella.

## Statystyki ligowe
| Sezon         | Klub             | Liga           | Mecze | Gole |
| ------------- | ---------------- | -------------- | ----- | ---- |
| 1987/1988     | Sparta Rotterdam | Eredivisie     | 2     | 0    |
| 1988/1989     | Sparta Rotterdam | Eredivisie     | 13    | 0    |
| 1989/1990     | Sparta Rotterdam | Eredivisie     | 19    | 0    |
| 1990/1991     | Sparta Rotterdam | Eredivisie     | 28    | 4    |
| 1991/1992     | Sparta Rotterdam | Eredivisie     | 34    | 5    |
| 1992/1993     | Sparta Rotterdam | Eredivisie     | 12    | 1    |
| 1993/1994     | Sparta Rotterdam | Eredivisie     | 30    | 12   |
| 1994/1995     | Sparta Rotterdam | Eredivisie     | 9     | 5    |
| 1995/1996     | Sparta Rotterdam | Eredivisie     | 32    | 16   |
| 1996/1997     | Sparta Rotterdam | Eredivisie     | 32    | 9    |
| 1997/1998     | Sparta Rotterdam | Eredivisie     | 34    | 13   |
| 1998/1999     | sc Heerenveen    | Eredivisie     | 17    | 3    |
| 1999/2000     | sc Heerenveen    | Eredivisie     | 1     | 0    |
| 2000/2001 (j) | sc Heerenveen    | Eredivisie     | 10    | 4    |
| 2000/2001 (w) | Sparta Rotterdam | Eredivisie     | 8     | 0    |
| 2001/2002 (j) | sc Heerenveen    | Eredivisie     | 3     | 0    |
| 2001/2002     | NEC Nijmegen     | Eredivisie     | 16    | 6    |
| 2002/2003     | NEC Nijmegen     | Eredivisie     | 25    | 4    |
| 2003/2004 (j) | NEC Nijmegen     | Eredivisie     | 14    | 3    |
| 2003/2004 (w) | Sparta Rotterdam | Eerste divisie | 17    | 2    |
| 2004/2005     | FC Dordrecht     | Eerste divisie | 20    | 6    |